# تانکیلو بارنتا
تانکیلو بارنتا (انگلیسی: Tranquillo Barnetta؛ زاده ۲۲ مهٔ ۱۹۸۵) یک بازیکن فوتبال اهل سوئیس است.
وی همچنین در تیم ملی فوتبال سوئیس بازی کرده‌است.